# Anisia Kirdjapkina
Anisia Bjasyrovna Kirdjapkina (ryska: Анися Бясыровна Кирдяпкина), född 23 oktober 1989 i Saransk, Mordvinien, är en rysk friidrottare (gångare).